# این‌جا سرزمین دلیران است
این‌جا سرزمین دلیران است (به پشتو: دا د باتورانو کور) سرود ملی امارت اسلامی افغانستان و یک سرایش نشید به زبان پشتو است. این سرود ملّی آکاپلا بشمار می‌آید، به این معنی که شامل آلات موسیقی نیست، و هیچ موسیقی در آن نواخته نمی‌شود، زیرا سازها توسط بسیاری از علمای اسلامی در امارت اسلامی افغانستان حرام (از نظر شرعی ممنوع یا غیرقانونی) تلقی می‌شوند.
دولت امارت اسلامی افغانستان (افغانستان تحت حاکمیت طالبان) دارای قوانین رسمی بود که پرچم و نشان آن را مشخص می‌کرد، اما سرودی ملی مشخص نشد. این سرود طالبان معمولاً در تیتراژ ابتدایی برنامه‌های پخش شده توسط «دا شریعت ژاغ» (صدای شریعت)، شبکه رادیویی رسمی طالبان، از اواخر دهه ۱۹۹۰، هنگامی که این گروه کنترل اکثر مناطق افغانستان را در اختیار داشت، و همچنین ویدئوهای منتشر شده توسط کمیسیون امور فرهنگی طالبان. همچنین در مراسم رسمی مورد استفاده قرار می‌گرفت. به عنوان مثال، در سال ۲۰۱۳، هنگامی که امارت اسلامی (طالبان) دفتر سیاسی خود را در دوحه، قطر افتتاح کرد، این آهنگ در مراسم برافراشتن پرچم پخش شد. به همین دلیل، آن را عملاً سرود ملی امارت اسلامی افغانستان و طالبان می‌دانند.
صدای ضبط‌شده که در بیشتر این سرود شنیده می‌شود، آوای «ملا فقیر محمد دروش»، آوازه‌خوان محبوب طالبان است.

## متن سرایش

### به زبان پارسی
ما با خون خود از آن دفاع می‌کنیم، این‌جا خانه شهداست
اینجا سرزمین دلیران است، اینجا سرزمین دلیران است!
همه سنگ‌ها و بوته‌های این سرزمین برای ما شبیه یاقوت هستند
خون بر آن‌ها ریخته می‌شود، همه آن‌ها مانند گل رز سرخ هستند!
به نظر شما می‌توان آن را فتح کرد؟ اینجا سرزمین شیرهاست!
اینجا سرزمین دلیران است، اینجا سرزمین دلیران است!
(بند برگردان)
ما از آزادی شما محافظت می‌کنیم، تا زمانی که عمر ما ادامه داشته باشد!
ما تاریخ شما را به یاد می‌آوریم، تا زمانی که عمر ما ادامه داشته باشد!
عقابها در میان شما زندگی می‌کنند، اینجا خانه عقاب‌ها است!
اینجا سرزمین دلیران است، اینجا سرزمین دلیران است!
(بند برگردان)
ای سرزمین گرامی من، من جانم را به خاطر تو تقدیم کردم!
ای چمن زیبای من، من به خاطر تو جانم را تقدیم کردم!
وقتی از دست انگلیسی‌ها آزاد شدیم، تبدیل به گورستان روس‌ها شدیم!
اینجا سرزمین دلیران است، اینجا سرزمین دلیران است!
(بند برگردان)
به این جمجمه‌های بیشمار نگاه کنید، این تنها چیزی است که روس‌ها به جا گذاشتند!
همه دشمنان شکست خورده‌اند، همه امیدهای آن‌ها بر باد رفته‌است!
اکنون برای همه آشکار است، اینجا خانه افغان‌ها است!
اینجا سرزمین دلیران است، اینجا سرزمین دلیران است!
(بند برگردان)

### به زبان پشتو (اصلی)
ساتو یی پهٔ سرو وینو، دا د شهیدانو کور
دا د باتورانو کور، دا د باتورانو کور
ستا کاڼی او بوټی ټول، مونږه ته لعلونه دی
وینه پری توی شوی ده، سرهٔ لکه گلونه دی
کله یی څوک نیولای شی؟ دا دی د زمریانو کور
دا د باتورانو کور، دا د باتورانو کور
(کورس)
تا به تل آزاد ساتو، څوچی وی ژوندون زمونږ
ستا تاریخ به یاد ساتو، څوچی وی ژوندون زمونږ
دی کښی به بازان اوسی، دا دی د بازانو کور
دا د باتورانو کور، دا د باتورانو کور
(کورس)
ای گرانه وطن زما، ځار شمه لهٔ تا نه زهٔ
ای ښایسته چمن زما، ځار شمه لهٔ تا نه زهٔ
خلاص که لهٔ انگریز نه وو، شو د اورسانو گور
دا د باتورانو کور، دا د باتورانو کور
(کورس)
ډیری ککری گوره، پاتی د روسانو شوی
شنډیدهٔ هر یو دښمن، واړهٔ ارزوگانی شوی
هرچا ته معلوم شولو، دا د افغانانو کور
دا د باتورانو کور، دا د باتورانو کور
(کورس)